# Peter Stephens
Peter Stephens (* 3. März 1687 in Steinsfurt, Kurpfalz; † 6. Dezember 1757 in Frederick County, Virginia) war der Gründer der Stadt Stephens City, Virginia.

## Frühes Leben
Peter Stephens, geboren als Peter Steffen, war der Sohn von Gabriel Steffen und von Barbara (geb. Bar). Abgesehen von seiner Geburt in Schwaben, ist über Stephens vor 1699 wenig bekannt. Seine Eltern kamen mit ihm auf dem zweiten von William Penn organisierten Auswandererschiff nach Amerika, um in der damaligen Provinz Pennsylvanien zu siedeln.

## Stephensburgh
Jost Hite, ein deutscher Einwanderer, hatte 1731 ein großes Land-grant im nördlichen Shenandoahtal erworben. Stephens und eine kleine Gruppe deutscher Protestanten aus Heidelberg kamen um 1732 an, um dieses Land zu kaufen und zu besiedeln. Die Gruppe kaufte 674 Acres (2,73 km²) Land von Hite. Obwohl Hites Landtitel von Thomas Lord Fairfax, dem Landbaron der Region, in Frage gestellt wurde, wurde die Angelegenheit einvernehmlich geregelt. Ab 1754 wurden Stadtgrundstücke angelegt, und am 21. September 1758 beantragte Peters Sohn Lewis Stephens bei der Kolonialregierung von Virginia in Williamsburg das Stadtrecht, und die Virginia General Assembly genehmigte am 12. Oktober 1758 die Charta für die Stadt Stephensburgh.

## Familie
Stephens’ Frau Maria Christina hatte sieben Kinder, vier Söhne und drei Töchter, von denen sechs in Frederick County, Virginia, geboren wurden. Nur ihr erster Sohn, Lewis, wurde möglicherweise in der Provinz New York geboren.